# Hamburgsunds kapell
Hamburgsunds kapell är en kyrkobyggnad i Kville församling i Göteborgs stift. Kapellet ligger vid färjeläget på Hamburgö intill Hamburgsundsleden i Tanums kommun.

## Kyrkobyggnaden
Kapellet uppfördes i trä efter ritningar av byggmästare August Johansson och invigdes 1915. Det ingick i en serie om tre snarlika träkapell som denne byggde. De andra är Nösunds kapell (1912) och Bovallstrands kyrka (1916-1917). En byggnadsförening ansvarade för kapellet fram till 1963, då det överläts till Kville församling. 
Den vitmålade byggnaden består av ett långhus med torn i sydväst och femsidigt kor i nordost. Fasaden har spetsigt avslutade spröjsade fönster. Sakristian ligger nordost om koret och skiljs av med en skärmvägg. Långhuset har ett sadeltak som är belagt med rött lertegel. Det tresidiga koret har lägre valmat tak som är belagt med grönmålad järnplåt. Tornet framför västfasaden har spetsigt avslutade gavlar och ett tak belagt med kopparplåt. 
En omfattande renovering genomfördes 1955 då kapellet bland annat värmeisolerades. Trots panelbyten och andra renoveringar har byggnaden bibehållit sin helhetskaraktär.

## Inventarier
- Orgeln invigdes den 3 september 1977 av domprosten Per-Olof Sjögren.[1] Den tillverkades av Västbo Orgelbyggeri och ersatte ett orgelharmonium.
- En åttakantig dopfunt av trä införskaffades 1917. Funten är gråmålad och har förgyllningar.
- Norr om koröppningen finns sexsidig predikstol i trä.
- I tornet hänger en kyrkklocka som är gjuten i Stockholm 1922.